# Kościół św. Jana Chrzciciela w Budvie
Kościół św. Jana Chrzciciela w Budvie (czarn. Crkva svetog Ivana Krstitelja) – rzymskokatolicki kościół w diecezji kotorskiej w Czarnogórze, dawniej katedra diecezji budvańskiej. Siedziba Dekanatu Budvy. Mieści się na Starym Mieście w Budvie, przy placu o nazwie Trg Starogradskih Crkava, przy którym mieszczą się również inne chrześcijańskie świątynie: cerkiew Trójcy Świętej, cerkiew św. Sawy i kościół Santa Marija in Punta. Jest największą budowlą sakralną miasta.
Została wybudowana w VIII-IX wieku, ale była wielokrotnie przebudowywana. Jest to budowla trójnawowa, z dobudowaną w 1867 r. od północy neogotycką dzwonnicą.
Wewnątrz świątyni znajdują się ikony i obrazy mistrzów szkoły weneckiej (XV-XVII wiek) w tym obraz „Matki Boskiej Budvańskiej” (miejsc. "Budvanska Bogorodica" lub "Madonna in Punta") w srebrnej ramie uważany za cudowny. Po wschodniej stronie kościoła znajduje się tzw. dwór biskupi, w którym w latach 886-1828 r. mieściła się siedziba biskupów diecezji primorskiej (obecnie już nieistniejącej).